# Daniele Ricci
Daniele Ricci (Ravenna, 11 dicembre 1950) è un ex pallavolista e allenatore di pallavolo italiano.

## Carriera
Chiusa la carriera da giocatore con la Casadio, squadra della sua città, nella stagione 1982-83, esordì subito da allenatore nella Spem di Faenza. L'anno successivo tornò a Ravenna; con la squadra romagnola fu protagonista di una prodigiosa scalata che, dopo la promozione in A1 del 1987-88, portò il club ai vertici in Italia, in Europa e infine nel mondo. Vinse uno scudetto (1990-91), una Coppa Italia (1990-91), tre Coppe dei Campioni (1992, 1993, 1994), due Supercoppe europee (1992, 1993), una Coppa CEV (1997) e un Mondiale per club (1992).
Lasciò Ravenna nel 1998, dopo che la società fu colpita da una crisi finanziaria; nelle due stagioni successive allenò Lube Banca Marche Macerata e Cosmogas Forlì, squadra dalla quale si dimise nel gennaio 2000. Espatriò dunque ad Atene, dove allenò l'Olympiakos Syndesmos Filathlōn Peiraiōs (vinse un campionato greco e una coppa nazionale nel 2001) e poi la squadra rivale del Panathinaikos Athlitikos Omilos. Ritornato in Italia guidò la Tonno Callipo Vibo Valentia alla promozione in A1 (2003-04), a una finale di Coppa Italia e ai play-off scudetto (2004-05).
Nel 2006 fu ingaggiato dalla neonata Sparkling Volley Milano; ottenne la sua terza promozione in A1 e la Coppa Italia di Serie A2. In A1 chiude al nono posto la regular season sfiorando i playoff, nonostante i gravi problemi societari. La Sparkling fallisce nell'estate 2009 e Ricci viene ingaggiato dall'Andreoli Latina, in A2. Alla guida della squadra pontina, Daniele Ricci vince la Coppa Italia di A2 battendo in finale il Gioia del Colle per 3 a 1. Il Latina viene promosso in A 1. Nel campionato 2009-10, dopo una sconfitta a Loreto (30 novembre 2009), viene esonerato.
Il 10 novembre dell'anno successivo viene chiamato dal Volley Segrate 1978 al posto di Mario Motta: nelle prime 11 partite (dalla 5ª alla 15ª giornata, ultima del girone di andata) conquista 8 vittorie portando i milanesi dall'ultimo al settimo posto. Nella stagione 2011-12, sempre alla guida del Volley Segrate 1978, chiude il girone di andata della serie A2 al comando ma una serie di risultati negativi della squadra nel girone di ritorno portano al suo esonero il 14 febbraio e la sostituzione con Massimo Eccheli. Nel 2015 e 2016 è allenatore della Teodora Ravenna femminile.

## Palmarès

### Allenatore

#### Competizioni nazionali
- Promosso in Serie A1: 3

Porto Ravenna: 1987-88
Callipo Vibo Valentia: 2003-04
Top Latina: 2008-09
- Campionato italiano: 1

Porto Ravenna: 1990-91
- Coppa Italia: 1

Porto Ravenna: 1990-91
- Campionato greco: 1

Olympiakos: 2000-01
- Coppa di Grecia: 2

Olympiakos: 2000-01
PAOK: 2017-18
- Supercoppa greca: 1

Olympiakos: 2000
- Serie A2: 1

Sparkling Milano: 2006-07
- Coppa Italia di Serie A2: 2

Sparkling Milano: 2006-07
Top Latina: 2008-09

### Competizioni internazionali
- Coppa dei Campioni: 3

Porto Ravenna: 1991-92, 1992-93, 1993-94
- Coppa CEV: 1

Porto Ravenna: 1996-97
- Supercoppa europea: 2

Porto Ravenna: 1992, 1993
- Campionato mondiale per club: 1

Porto Ravenna: 1991